# Haemaphysalis orientalis
Haemaphysalis orientalis este o specie de căpușe din genul Haemaphysalis, familia Ixodidae, descrisă de Thomas Nuttall și Warburton în anul 1915.
Este endemică în Malawi. Conform Catalogue of Life specia Haemaphysalis orientalis nu are subspecii cunoscute.